# Scarus psittacus
Scarus psittacus är en fiskart som beskrevs av Forsskål, 1775. Scarus psittacus ingår i släktet Scarus och familjen Scaridae. IUCN kategoriserar arten globalt som livskraftig. Inga underarter finns listade i Catalogue of Life.